# نيسان بي 35
نيسان بي 35 (بالإنجليزية: Nissan P35)‏ هي سيارة من صناعة نيسان موتورز.